# Offenes Loch (Beuron)
Das Offene Loch ist eine abgegangene Felsenburg auf der Gemarkung von Beuron im Landkreis Sigmaringen in Baden-Württemberg.
Die Burg ist nicht datierbar. Von der ehemaligen Burganlage sind nur noch geringe Mauerreste erhalten. Die größte Teile von der Burg wurde vermutlich durch den Einsturz der darunter befindlichen Höhle des Offenen Lochs zerstört. Der große Eingang führt zu einem steil ansteigenden Gang voller Versturzbrocken. Am Ende befindet sich ein durchbrochenes Deckenfenster – daher der Name.
Die Höhle ist Teil einer ehemaligen Burg Katharinafels, von welcher nur noch wenige Mauerreste erhalten sind.